# 夏燮
夏燮（1800年—1875年），字謙甫（一作嗛父）、季理，別號謝山居士、江上蹇叟，安徽省太平府當塗縣人。 
夏燮出身於書香門第。道光元年（1821年）恩科鄉試中舉，道光二十一年至二十六年任青陽縣縣學訓導。後曾任吉水、高安、永寧（寧岡）、宜黃等縣知縣。光緒元年（1875年）七月三十去世，终年76岁。
夏燮因不滿意《明史》，於是另起爐灶，仿司馬光《資治通鑑》编年史體例編修《明通鑑》一百卷，成書於永寧知縣任上，刻印於宜黃知縣任上。道光三十年《中西紀事》初稿成書，詳細記載了中西通商的經過與文化衝突；又實際與英國領事交涉，並支持總理衙門用「夷」稱呼英國官民。晚年注重诸经研究，在《礼經》研究上造诣尤深，亦善于弹琴。

## 家庭
- 父：夏鑾
  - 大哥：夏炘
  - 二哥：夏炯
  - 三哥：夏燠